# Château de Kronwinkl
Le château de Kronwinkl (en allemand : Schloss Kronwinkl), également appelé Alten-Preysing, se trouve dans la commune d'Eching en Basse-Bavière, sur la rive escarpée de l'Isar. Il s'agit du château ancestral de la famille Preysing (de). Il est protégé comme monument historique (Baudenkmal).

## Historique
Le bergfried est érigé à la même époque que le château, c'est-à-dire au XIIe ou au XIIIe siècle. Depuis sa construction, le château appartient aux Preysing. Les logements sont construits au XVIe ou au XVIIe siècle près de l'enceinte gothique.
Le propriétaire actuel du château est Christoph Graf von Preysing-Lichtenegg-Moos.
Dans les années 1970, le groupe de musique Amon Düül II réside à proximité du château. En 1972, il sort une chanson intitulée Kronwinkl 12.